# R&B Skeletons in the Closet
 (janvier 2022).
Si vous disposez d'ouvrages ou d'articles de référence ou si vous connaissez des sites web de qualité traitant du thème abordé ici, merci de compléter l'article en donnant les références utiles à sa vérifiabilité et en les liant à la section « Notes et références ».
R&B Skeletons in the Closet est le quatrième album de George Clinton sorti chez Capitol Records en 1986.

## Liste des titres
| 1. | Do Fries Go With That Shake                                                            |  |
| 2. | Mix Master Suite: A. Startin' From Scratch B. Counter-Irritant C. Nothin' Left To Burn |  |
| 3. | Electric Pygmies                                                                       |  |
| 4. | Intense                                                                                |  |
| 5. | Cool Joe                                                                               |  |
| 6. | R&B Skeletons in the Closet                                                            |  |